# 6838 Okuda
A 6838 Okuda (ideiglenes jelöléssel 1995 UD9) a Naprendszer kisbolygóövében található aszteroida. Yoshisada Shimizu és Urata Takesi fedezte fel 1995. október 30-án.